# Waco (Georgia)
Waco es una ciudad ubicada en el condado de Haralson, Georgia, Estados Unidos. Tiene una población estimada, a mediados de 2021, de 539 habitantes.

## Geografía
La localidad está ubicada en las coordenadas 33°42′9″N 85°11′21″O / 33.70250, -85.18917 (33.7026, -85.189244).
Según la Oficina del Censo, tiene un área total de 4.75 km², correspondientes en su totalidad a tierra firme.

## Demografía

### Censo de 2020
Según el censo de 2020, en ese momento la localidad tenía 536 habitantes. La densidad de población era de 112.84 hab./km².
| Raza                   | Núm. | Porc.  |
| ---------------------- | ---- | ------ |
| Blancos                | 492  | 91.79% |
| Afroamericanos         | 17   | 3.17%  |
| Amerindios             | 2    | 0.37%  |
| Asiáticos              | 3    | 0.56%  |
| Otras razas            | 2    | 0.37%  |
| De una mezcla de razas | 20   | 3.73%  |

Del total de la población, el 1.12% eran hispanos o latinos de cualquier raza.

### Censo de 2000
Según la Oficina del Censo, en 2000 los ingresos medios de los hogares de la localidad eran de $31,667 y los ingresos medios de las familias eran de $40,417. Los hombres tenían ingresos medios por $29,000 frente a los $21,094 que percibían las mujeres. Los ingresos per cápita para la localidad eran de $16,076. 